# Super Nova
Super Nova – dwunasty album studyjny amerykańskiego saksofonisty jazzowego Wayne’a Shortera, wydany po raz pierwszy w 1969 roku z numerem katalogowym BST 84332 nakładem Blue Note Records. Zawarte na płycie utwory Swee-Pea (jako Sweet Pea), Capricorn i Water Babies autorstwa Shortera zostały wcześniej nagrane przez Milesa Davisa, a zamieszczone na jego wydanym w 1976 roku albumie Water Babies.

## Powstanie
Materiał na płytę został zarejestrowany 29 sierpnia (A1, A2, B1, B2) i 2 września (A3, B3) 1969 roku przez Tony’ego Maya w A&R Studios w Nowym Jorku. Produkcją albumu zajął się Duke Pearson.

## Lista utworów
Opracowano na podstawie materiału źródłowego.
Wydanie LP
Strona A
| Nr | Tytuł utworu | Muzyka               | Długość |
| -- | ------------ | -------------------- | ------- |
| 1. | „Super Nova” | Wayne Shorter        | 4:49    |
| 2. | „Swee-Pea”   | Shorter              | 4:35    |
| 3. | „Dindi”      | Antônio Carlos Jobim | 9:35    |
|    |              |                      | 18:59   |

Strona B
| Nr | Tytuł utworu      | Muzyka          | Długość |
| -- | ----------------- | --------------- | ------- |
| 1. | „Water Babies”    | James Spaulding | 4:53    |
| 2. | „Capricorn”       | Shorter         | 7:47    |
| 3. | „More Than Human” | Shorter         | 6:14    |
|    |                   |                 | 18:54   |

## Twórcy
Opracowano na podstawie materiału źródłowego.
Muzycy:
- Wayne Shorter – saksofon sopranowy
- John McLaughlin – gitara; gitara klasyczna (A2)
- Sonny Sharrock – gitara
- Walter Booker – gitara klasyczna (A3)
- Miroslav Vitouš – kontrabas
- Jack DeJohnette – perkusja, kalimba
- Chick Corea – perkusja, wibrafon
- Airto Moreira – instrumenty perkusyjne
- Maria Booker – śpiew (A3)

Produkcja:
- Duke Pearson – produkcja muzyczna
- Tony May – inżynieria dźwięku
- Herb Wong – liner notes